# Premi Unión de Actores al millor actor de repartiment de teatre
El Premi al millor actor de repartiment en la seva secció de teatre lliurat per la Unión de Actores y Actrices reconeix la millor interpretació d'un actor de repartiment dins d'una obra de teatre. Es ve lliurant des de 2002, ja que entre 1991 i 2001 es va lliurar un únic premi al millor interpretació protagonista, sense distingir entre masculina i femenina.

## Guardonats
| Any  | Guanyador            | Obra                              |
| ---- | -------------------- | --------------------------------- |
| 2018 | Juan Vinuesa         | Algún día todo esto será tuyo     |
| 2017 | Manuel Morón         | Smoking Room                      |
| 2016 | Ruth Díaz            | Tarde para la ira                 |
| 2015 | Víctor Clavijo       | Fausto                            |
| 2014 | Felipe García Vélez  | Cuando deje de llover             |
| 2013 | Luis Callejo         | Los miércoles no existen          |
| 2012 | Alberto Iglesias     | De ratones y hombres              |
| 2011 | Chema Muñoz          | Veraneantes                       |
| 2010 | Raúl Prieto          | La función por hacer              |
| 2009 | Carlos Álvarez-Novoa | Bodas de sangre                   |
| 2008 | Miguel Zúñiga        | La taberna fantástica             |
| 2007 | Alfonso Blanco       | Marat Sade                        |
| 2006 | Eleazar Ortiz        | El método Grönholm                |
| 2005 | Alex Amaral          | Roberto Zucco                     |
| 2004 | Javier Vázquez       | Los verdes campos del Edén        |
| 2003 | David Lorente        | Las bicicletas son para el verano |
| 2002 | Sergio Otegui        | La gaviota                        |